# Fanny Ernestam
Fanny Ernestam, född den 4 juni 1998, var tidigare en svensk friidrottare (tresteg). Hon tävlar för KFUM Örebro.
Ernestam vann 2016 SM-guld inomhus i tresteg. Hon deltog år 2015 vid ungdoms-VM i friidrott och kom där på femte plats i tresteg.

## Personliga rekord
| Utomhus - 100 meter – 12,49 (Halmstad 12 juli 2014) - 100 meter – 12,37 (medvind) (Halmstad 12 juli 2014) - 200 meter – 26,19 (Uppsala 29 maj 2014) - Längd – 5,77 (Göteborg 28 juni 2013) - Tresteg – 12,98 (Göteborg 5 juli 2015) - Tresteg – 13,03 (medvind) (Uppsala 7 juni 2015) | Inomhus - 60 meter – 7,75 (Örebro 11 januari 2015) - 200 meter – 26,43 (Göteborg 8 december 2012) - Längd – 5.73 (Göteborg 1 mars 2015) - Tresteg – 13,19 (Sätra 6 februari 2016) |

### Fotnoter
1. ↑  ”Stora SM 2016”. Arkiverad från originalet den 23 augusti 2017. https://web.archive.org/web/20170823210252/http://212.247.216.72/friidrott/sm16/Resultat.php. Läst 1 november 2016.
2. ↑  ”Stora inne-SM 2015, resultat”. archive.is. Arkiverad från originalet den 22 februari 2015. https://archive.is/20150222161525/http://livetiming.se/track/ism15/. Läst 29 mars 2015.
3. ↑  ”Stora inne-SM 2016, resultat”. livetiming.se. Arkiverad från originalet den 24 juni 2016. https://web.archive.org/web/20160624013514/http://livetiming.se/track/ism16/. Läst 26 maj 2016.
4. 1 2 3 4 5 6 7 8 9 10 11  ”Personsida hos IAAF” (på engelska). iaaf.org. https://www.iaaf.org/athletes/sweden/fanny-ernestam-296119. Läst 17 oktober 2018.
5. 1 2 3 4 5 6  ”Personsida på European Athletics' webbplats” (på engelska). european-athletics.org. http://www.european-athletics.org/athletes/group=e/athlete=134581-ernestam-fanny/index.html. Läst 17 oktober 2018.
6. ↑  ”UVM 4: Fanny femma i tresteg”. friidrott.se. 19 juli 2015. Arkiverad från originalet den 1 augusti 2015. https://web.archive.org/web/20150801215121/http://www.friidrott.se/nyheter.aspx?id=18389. Läst 13 november 2016.